# Phthersigena conspersa
Phthersigena conspersa är en bönsyrseart som beskrevs av Henri Saussure 1871. Phthersigena conspersa ingår i släktet Phthersigena och familjen Amorphoscelidae. Inga underarter finns listade i Catalogue of Life.